# Zanna natalensis
Zanna natalensis är en insektsart som beskrevs av William Lucas Distant 1893. Zanna natalensis ingår i släktet Zanna och familjen lyktstritar. Inga underarter finns listade i Catalogue of Life.